# Liste von Nebenflüssen des Rio Iguaçu
Die Liste von Nebenflüssen des Rio Iguaçu enthält Nebenflüsse des Rio Iguaçu, die in OpenStreetMap namentlich ausgewiesen sind (Stand: Januar 2023).
Längen- und Höhenangaben fußen auf OSM-Daten.
Die Höhenangaben werden mit dem Tool Google Maps Koordinaten einfach und schnell finden (Vivid Planet Software GmbH Internet Agentur und Webdesign Salzburg) festgelegt.
Die Länge und die Fluss-Kilometer werden anhand der Längenfunktion für die OSM-Wege ermittelt (92 Wege der Relation: Iguazu River (2394867) als main_stream). Beispiel: „Weg: Rio Iguaçu“> „Bearbeiten“ (als angemeldeter OSM-Nutzer) > „Kartendaten“ > „Maße-Feld anzeigen“.
| Nebenfluss                                                                                     | Nebenfluss                                                                                     | Nebenfluss                                                                                     | Mündung  | Mündung       | Mündung                                        |
| Name                                                                                           | Lage                                                                                           | Länge (km)                                                                                     | Höhe (m) | bei Iguaçu-km | Munizip                                        |
| ---------------------------------------------------------------------------------------------- | ---------------------------------------------------------------------------------------------- | ---------------------------------------------------------------------------------------------- | -------- | ------------- | ---------------------------------------------- |
| 1. Oberlauf ab Zusammenfluss Rio Iraí und Rio Atuba auf dem Primeiro Planalto Paranaense       | 1. Oberlauf ab Zusammenfluss Rio Iraí und Rio Atuba auf dem Primeiro Planalto Paranaense       | 1. Oberlauf ab Zusammenfluss Rio Iraí und Rio Atuba auf dem Primeiro Planalto Paranaense       | 875      | 0,0           | Curitiba                                       |
| Rio Pequeno                                                                                    | links                                                                                          | 51                                                                                             | 874      | 0,3           | São José dos Pinhais                           |
| Rio Belém                                                                                      | rechts                                                                                         | 21                                                                                             | 874      | 5,0           | Curitiba                                       |
| Riberão dos Padilhas                                                                           | rechts                                                                                         | 11                                                                                             | 872      | 12,2          | Curitiba                                       |
| Rio Miringuava                                                                                 | links                                                                                          | 40                                                                                             | 869      | 14,2          | Curitiba                                       |
| Rio do Maurício                                                                                | links                                                                                          | 21                                                                                             | 868      | 28,5          | Curitiba                                       |
| Rio Barigui                                                                                    | rechts                                                                                         | 51                                                                                             | 868      | 29,1          | Curitiba, Araucária                            |
| Rio Passaúna                                                                                   | rechts                                                                                         | 48                                                                                             | 868      | 30,1          | Araucária                                      |
| Rio Capivara                                                                                   | rechts                                                                                         | 6                                                                                              | 868      | 58,1          | Araucária                                      |
| Rio Verde                                                                                      | rechts                                                                                         | 42                                                                                             | 864      | 69,4          | Balsa Nova                                     |
| Rio Itaqui                                                                                     | rechts                                                                                         | 34                                                                                             | 864      | 81,9          | Balsa Nova                                     |
| 2. Mittellauf ab Durchbruch der Escarpa Devoniana vom Primeiro zum Segundo Planalto Paranaense | 2. Mittellauf ab Durchbruch der Escarpa Devoniana vom Primeiro zum Segundo Planalto Paranaense | 2. Mittellauf ab Durchbruch der Escarpa Devoniana vom Primeiro zum Segundo Planalto Paranaense | 850      | 100,0         |                                                |
| Rio Capivari                                                                                   | links                                                                                          | 21                                                                                             | 864      | 97,7          | Lapa                                           |
| Ribeirão das Mortes                                                                            | rechts                                                                                         | 22                                                                                             | 839      | 107,7         | Balsa Nova                                     |
| Rio dos Papagaios                                                                              | rechts                                                                                         | 32                                                                                             | 832      | 115,7         | Balsa Nova, Porto Amazonas                     |
| Arroio do Liberato                                                                             | rechts                                                                                         | 10                                                                                             | 796      | 126,9         | Porto Amazonas                                 |
| Rio da Areia                                                                                   | rechts                                                                                         | 6                                                                                              | 779      | 161,7         | Porto Amazonas, Palmeira                       |
| Rio Passa Dois                                                                                 | links                                                                                          | 53                                                                                             | 773      | 219,6         | Lapa                                           |
| Rio Negro                                                                                      | links                                                                                          | 362                                                                                            | 758      | 324,5         | São Mateus do Sul und Canoinhas                |
| Rio Potinga                                                                                    | rechts                                                                                         | 196                                                                                            | 758      | 324,5         | São Mateus do Sul                              |
| Rio Claro                                                                                      | rechts                                                                                         | 66                                                                                             | 750      | 357,0         | São Mateus do Sul, Paulo Frontin               |
| Rio Paciência                                                                                  | links                                                                                          | 91                                                                                             | 750      | 361,5         | Canoinhas                                      |
| Rio dos Pardos                                                                                 | links                                                                                          | 42                                                                                             | 750      | 374,8         | Canoinhas                                      |
| Rio Jeriza                                                                                     | links                                                                                          | 16                                                                                             | 749      | 387,7         | Irineópolis                                    |
| Rio Timbó                                                                                      | links                                                                                          | 167                                                                                            | 750      | 411,7         | Irineópolis, Porto União                       |
| Rio Pintado                                                                                    | links                                                                                          | 27                                                                                             | 745      | 442,7         | Porto União                                    |
| Rio Vermelho                                                                                   | rechts                                                                                         | 32                                                                                             | 745      | 445,8         | União da Vitória                               |
| Ribeirão da Prata                                                                              | rechts                                                                                         | 25                                                                                             | 743      | 463,5         | União da Vitória                               |
| Rio Espingarda                                                                                 | links                                                                                          | 51                                                                                             | 742      | 471,5         | Porto Vitória                                  |
| 3. Unterlauf ab Durchbruch der Serra Geral vom Segundo zum Terceiro Planalto Paranaense        | 3. Unterlauf ab Durchbruch der Serra Geral vom Segundo zum Terceiro Planalto Paranaense        | 3. Unterlauf ab Durchbruch der Serra Geral vom Segundo zum Terceiro Planalto Paranaense        | 730      | 475,0         |                                                |
| Rio Jangada                                                                                    | links                                                                                          | 119                                                                                            | 719      | 479,5         | Porto Vitória, Bituruna                        |
| Rio Palmital                                                                                   | rechts                                                                                         | 56                                                                                             | 721      | 485,3         | Cruz Machado                                   |
| Rio Iratinzinho                                                                                | links                                                                                          | 41                                                                                             | 719      | 499,9         | Bituruna                                       |
| Rio da Jararaca                                                                                | links                                                                                          | 22                                                                                             | 719      | 524,9         | Bituruna                                       |
| Rio Jacutinga                                                                                  | links                                                                                          | 24                                                                                             | 719      | 543,9         | Bituruna                                       |
| Rio da Areia                                                                                   | rechts                                                                                         | 151                                                                                            | 719      | 544,9         | Cruz Machado, Pinhão                           |
| UHE Foz do Areia (Wasserkraftwerk)                                                             |                                                                                                |                                                                                                |          | 550,0         | Pinhão                                         |
| Rio Grande                                                                                     | rechts                                                                                         | 44                                                                                             | 626      | 567,0         | Pinhão                                         |
| Rio Iratim                                                                                     | links                                                                                          | 173                                                                                            | 607      | 594,8         | Coronel Domingos Soares                        |
| Rio Butiá                                                                                      | links                                                                                          | 54                                                                                             | 607      | 624,8         | Coronel Domingos Soares, Mangueirinha          |
| Rio Marrecas                                                                                   | links                                                                                          | 60                                                                                             | 607      | 627,8         | Mangueirinha                                   |
| UHE Segredo (Wasserkraftwerk)                                                                  |                                                                                                |                                                                                                |          | 649,0         | Mangueirinha, Reserva do Iguaçu                |
| Rio Jordão                                                                                     | rechts                                                                                         | 156                                                                                            | 514      | 650,6         | Foz do Jordão, Reserva do Iguaçu               |
| Rio Lajeado Grande dos Índios                                                                  | links                                                                                          | 50                                                                                             | 489      | 667,6         | Mangueirinha, Chopinzinho                      |
| Rio Cavernoso                                                                                  | rechts                                                                                         | 167                                                                                            | 489      | 693,6         | Porto Barreiro                                 |
| Rio do Bugre                                                                                   | links                                                                                          | 44                                                                                             | 489      | 702,6         | Chopinzinho                                    |
| Rio Chagu                                                                                      | rechts                                                                                         | 79                                                                                             | 489      | 736,6         | Rio Bonito do Iguaçu                           |
| UHE Salto Santiago (Wasserkraftwerk)                                                           |                                                                                                |                                                                                                |          | 737,6         | Saudade do Iguaçu                              |
| Rio Capivara                                                                                   | links                                                                                          | 38                                                                                             | 406      | 751,3         | Sulina                                         |
| Rio das Cobras                                                                                 | rechts                                                                                         | 102                                                                                            | 397      | 771,3         | Rio Bonito do Iguaçu, Quedas do Iguaçu         |
| Rio Bonito                                                                                     | links                                                                                          | 18                                                                                             | 397      | 781,3         | São Jorge d’Oeste, São João                    |
| UHE Salto Osório (Wasserkraftwerk)                                                             |                                                                                                |                                                                                                | 326      | 805,4         | São Jorge d’Oeste, Quedas do Iguaçu            |
| Rio Chopim                                                                                     | links                                                                                          | 450                                                                                            | 326      | 815,0         | Cruzeiro do Iguaçu                             |
| Rio Guarani                                                                                    | rechts                                                                                         | 90                                                                                             | 326      | 832,4         | Três Barras do Paraná, Quedas do Iguaçu        |
| Rio Jaracatiá                                                                                  | links                                                                                          | 108                                                                                            | 326      | 851,1         | Nova Prata do Iguaçu, Boa Esperança do Iguaçu  |
| Rio Tormenta                                                                                   | rechts                                                                                         | 108                                                                                            | 326      | 874,1         | Boa Vista da Aparecida, Três Barras do Paraná  |
| UHE de Salto Caxias (Wasserkraftwerk)                                                          |                                                                                                |                                                                                                | 258      | 901,2         | Nova Prata do Iguaçu, Capitão Leônidas Marques |
| Rio Cotegipe                                                                                   | links                                                                                          | 129                                                                                            | 258      | 901,7         | Realeza, Nova Prata do Iguaçu                  |
| Rio Andrada                                                                                    | rechts                                                                                         | 165                                                                                            | 258      | 909,4         | Capitão Leônidas Marques                       |
| Rio Capanema                                                                                   | links                                                                                          | 197                                                                                            | 258      | 921,4         | Realeza                                        |
| UHE Baixo Iguaçu (Wasserkraftwerk)                                                             |                                                                                                |                                                                                                | 244      | 930,8         | Capitão Leônidas Marques                       |
| Rio Gonçalves Dias                                                                             | rechts                                                                                         | 103                                                                                            | 244      | 931,7         | Capitão Leônidas Marques, Céu Azul             |
| Corredeiras do Faraday (Stromschnellen)                                                        |                                                                                                |                                                                                                |          | 932,8         |                                                |
| Corredeiras da Vaca Branca (Stromschnellen)                                                    |                                                                                                |                                                                                                |          | 948,8         |                                                |
| Rio Siemens                                                                                    | links                                                                                          | 43                                                                                             | 223      | 956,8         | Capanema                                       |
| Rio Floriano                                                                                   | rechts                                                                                         | 120                                                                                            | 221      | 968,8         | Céu Azul, Matelândia                           |
| Rio Benjamin Constant                                                                          | rechts                                                                                         | 49                                                                                             | 226      | 982,6         | Serranópolis do Iguaçu                         |
| Rio Santo Antônio                                                                              | links                                                                                          | 147                                                                                            | 215      | 991,1         | Capanema, Comandante Andresito                 |
| Arroyo San Francisco                                                                           | links                                                                                          | 42                                                                                             | 215      | 1.012,3       | Comandante Andresito                           |
| Rio Represa Grande                                                                             | rechts                                                                                         | 49                                                                                             | 205      | 1.032,3       | Serranópolis do Iguaçu, São Miguel do Iguaçu   |
| Arroyo Yacuy                                                                                   | links                                                                                          | 26                                                                                             | 200      | 1.046,1       | Comandante Andresito, Puerto Iguazú            |
| Rio dos Índios                                                                                 | rechts                                                                                         | 22                                                                                             | 198      | 1.064,1       | São Miguel do Iguaçu                           |
| Arroyo Santo Domingo                                                                           | links                                                                                          | 15                                                                                             | 193      | 1.074,3       | Puerto Iguazú                                  |
| Arroyo Ñandú                                                                                   | links                                                                                          | 11                                                                                             | 184      | 1.092,3       | Puerto Iguazú                                  |
| Iguaçu-Wasserfälle                                                                             |                                                                                                |                                                                                                |          | 1.095,0       |                                                |
| 4. Mündung in den Rio Paraná                                                                   | 4. Mündung in den Rio Paraná                                                                   | 4. Mündung in den Rio Paraná                                                                   | 97       | 1.117,6       |                                                |